# Legio X (Cesare)
La legio X di Cesare o legio X Equestris ("equestre") e forse anche legio X Veneria, era un'unità militare romana di epoca tardo repubblicana, la cui origine potrebbe essere antecedente alla conquista della Gallia di Gaio Giulio Cesare. Utilizzata da quest'ultimo nel 58 a.C. per l'invasione della Gallia, fu sciolta prima nel 45 a.C. e poi, dopo essere stata nuovamente formata, confluì insieme ad un'altra legio X, nella X Gemina dopo la battaglia di Azio del 31 a.C. Il suo simbolo era il toro. Il suo soprannome le venne dal fatto che i legionari furono una volta usati come guardia del corpo a cavallo.

## Storia
La sua formazione potrebbe ricercarsi addirittura durante la Guerra sociale del 90-89 a.C. o forse attorno al 72 a.C. quando la troviamo nella Gallia transalpina; non siamo in grado tuttavia di dire se si tratta della stessa utilizzata da Cesare alcuni decenni più tardi. Sempre di una legio X abbiamo notizia nella Gallia Transalpina negli anni 67-65 a.C., quando l'allora governatore C. Calpurnio Pisone pose fine ad una rivolta di Galli Allobrogi. Di questa Legione è presumibile ritenere che avesse i suoi hiberna nei pressi di Narbona, capitale della Gallia Narbonense.
La Legione combatté durante la conquista della Gallia (dal 58 al 50 a.C.) e divenne la preferita di Cesare, la sua fedelissima, tanto che il generale la scelse come sua guardia personale: Ariovisto, comandante dei Germani, gli impose di parlamentare scortato solo da cavalieri, sapendo che la cavalleria di Cesare era in quel momento formata solo da alleati; allora Cesare fece montare soldati della X di provata fedeltà. Partecipò ad una lunga serie di battaglie e campagne militari, come: a Genava nella fase finale della battaglia, sull'Arar ed a Bibracte contro gli Elvezi (nel 58 a.C.); in Alsazia contro le genti germaniche di Ariovisto (nel 58 a.C.); sul fiume Axona e sul Sabis contro le popolazioni dei Belgi (nel 57 a.C.); in Britannia del 55 e 54 a.C.; forse ad Avaricum, certamente a Gergovia, ma soprattutto nella difficile e determinante battaglia di Alesia che portò alla sottomissione definitiva delle genti galliche nel 52 a.C. Nell'inverno del 52-51 a.C. rimase, insieme alla XII con lo stesso Cesare a Bibracte.
Con l'inizio della guerra civile, la legione si trovava nei pressi di Narbona, nella Gallia Narbonense. Prese parte prima all'assedio di Marsiglia e poi alla campagna in Hispania del 49 a.C. L'anno successivo fu trasferita in Macedonia dove combatté prima a Dyrrhachium e poi nella decisiva battaglia di Farsalo, all'ala destra, nella quale Cesare sconfisse Pompeo. Prese poi parte alla battaglia di Tapso nel 46 a.C. in Africa. Subito dopo la legione fu sciolta ed i suoi veterani furono inviati attorno a Narbona. Poco dopo però, mentre Cesare passava da Narbona per l'ultima campagna spagnola (sul finire del 46 a.C.), i veterani chiesero di essere reintegrati nel suo esercito, e lo stesso dittatore ordinò a Marco Antonio di formare nuovamente la Legio X, la quale prese parte, quindi, alla battaglia di Munda del 45 a.C.
Dopo l'uccisione di Cesare e lo scoppio delle guerre civili, la legione fu ricostituita da Lepido, combattendo al comando dei triumviri fino alla Battaglia di Filippi. I veterani ottennero terre vicino a Cremona, mentre da un'iscrizione si sa che a quel tempo il nome della legione era Veneria, cioè devota a Venere, da cui, secondo la leggenda discendeva la gens Iulia.
La legione seguì poi Marco Antonio in Armenia, durante la sua campagna militare contro i Parti e continuò a combattere per lui anche nel conflitto civile che lo vide opposto a Ottaviano. Dopo la battaglia di Azio, la legione entrò a far parte dell'esercito di Ottaviano. I veterani furono insediati a Patras. Quando la legione si ribellò ad Augusto, fu privata del titolo di equestre e fu poi unita alla Legio X Gemina. Svetonio infatti menziona di una legio X che venne tutta congedata con ignominia, «poiché ubbidiva con una certa aria di rivolta».